# David Strettle
David Strettle (Warrington, 23 luglio 1983) è un ex rugbista a 15 britannico che giocava principalmente nel ruolo di tre quarti ala. A livello internazionale ha collezionato 14 presenze con l'Inghilterra.

## Biografia
Cresciuto nel Cheshire, da adolescente Strettle era più orientato verso il rugby a 13 e il calcio: risulta che fu giudicato un calciatore di talento dagli osservatori del Crewe Alexandra, del Manchester City e persino del Liverpool, squadre per le quali ebbe altrettanti provini; quando si trasferì alla scuola superiore di Lymm Strettle iniziò a interessarsi al rugby a 15 che divenne poi effettivamente la disciplina da lui praticata.
Il primo ingaggio professionistico fu con il Rotherham, con cui segnò tre mete nella sua prima apparizione assoluta; esordì in Premiership a ottobre 2003 contro Bath; seguì la sorte della sua squadra che retrocesse a fine campionato e, nella successiva stagione, fu il miglior marcatore di Seconda Divisione con 18 mete in 22 gare.
Nel 2006 si trasferì ai londinesi dell’Harlequins, dove si guadagnò l’appellativo di Ducks per la supposta somiglianza, nello stile di gioco, con David Duckham, centro del club negli anni sessanta e settanta.
Già convocato tra il 2005 e il 2006 per l’Inghilterra VII e successivamente la squadra “A”, nel corso del Sei Nazioni 2007 esordì in nazionale maggiore contro l’Italia a Twickenham.
Nel maggio del 2007 fu convocato da Brian Ashton per il tour inglese in Sudafrica, ma un’intossicazione alimentare che colpì diversi giocatori non gli permise di essere in campo nel test match vinto poi dagli Springbok 58-10.
Poco prima della Coppa del Mondo 2007 un confuso articolo apparso sul sito ufficiale del club di Strettle, gli Harlequins, parve suggerire che il giocatore avesse abbandonato il XV per abbracciare il XIII: in realtà la confusione nacque dal fatto che Strettle è rimasto comunque un estimatore del gioco a 13, e che il nome Harlequins si riferiva all'epoca a due squadre, una per disciplina (l’Harlequin Football Club di rugby a 15 e l’Harlequin Rugby League di rugby a 13) che dividevano campo e sede, e numerosi giocatori erano di norma tesserati per entrambe le squadre.
Un infortunio costrinse Strettle a saltare la Coppa del Mondo; convocato poi da Brian Ashton per il successivo Sei Nazioni 2008 partì da titolare nell’incontro di apertura a Twickenham, contro il Galles, ma nel corso della partita sopravvenne la frattura di un metatarso, a causa della quale il giocatore dovette saltare il resto del torneo.
Più tardi, in giugno, durante il tour inglese in Nuova Zelanda, a seguito del comportamento fuori gara di alcuni giocatori (in particolare la stampa parlò, nel caso di Strettle, di una breve, ma «focosa notte di passione» con la modella neozelandese Sophie Lewis), la Federazione inglese aprì un′indagine interna: relativamente a Strettle la RFU non trovò motivi di biasimo ma lo ammonì a tenere «un comportamento più accorto in futuro per non trovarsi in situazioni compromettenti per sé e per la disciplina».
Strettle tornò in nazionale solo tre anni dopo tale episodio, nel corso del Sei Nazioni 2011.
Nel marzo 2010 Strettle firmò un contratto con i Saracens a partire dalla stagione 2010-11.
Con la squadra londinese Strettle vinse la Premiership al suo primo anno, e giunse fino alla finale di Heineken Cup 2013-14 per poi vincere una seconda Premiership nel 2014-15; dopo tale vittoria annunciò il suo trasferimento in Francia al Clermont con un contratto triennale, nonché la sua rinuncia alla nazionale inglese (nella quale, fino a tutto il 2013, anno della sua più recente presenza, aveva assommato 14 apparizioni) nella quale l′allora C.T. Stuart Lancaster l′aveva convocato in preparazione della Coppa del Mondo di rugby 2015.

## Palmarès
- Premiership: 3
Saracens: 2010-11, 2014–15, 2018-19
- Coppe Anglo-Gallesi: 1
Saracens: 2014–15
- Champions Cup: 1
Saracens: 2018-19